# Pare (ort)
Pare är en ort i Indonesien.   Den ligger i provinsen Jawa Timur, i den västra delen av landet, 600 km öster om huvudstaden Jakarta. Pare ligger 141 meter över havet och antalet invånare är 56 699.
Terrängen runt Pare är lite kuperad. Runt Pare är det tätbefolkat, med 493 invånare per kvadratkilometer. Pare är det största samhället i trakten. Trakten runt Pare består till största delen av jordbruksmark.